# Protaetia marmorata
Protaetia marmorata (Fabricius, 1792) è un coleottero appartenente alla famiglia degli scarabeidi (sottofamiglia Cetoniinae).

## Descrizione

### Adulto

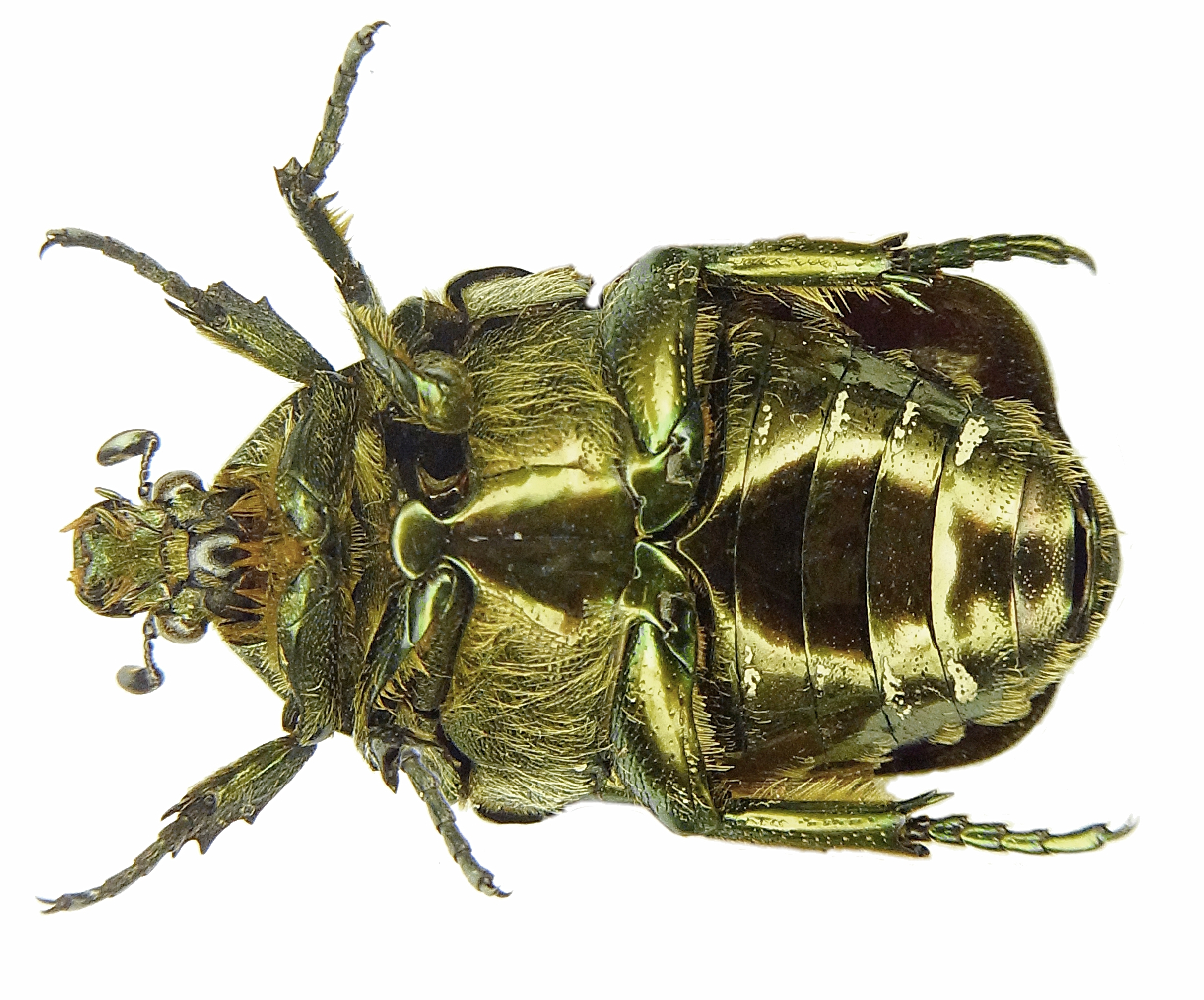
Visione ventrale.

Gli esemplari di questa specie sono di una colorazione generalmente bronzea con dei puntini bianchi sparsi un po' ovunque, ma esistono alcune variazioni con sfumature grigio-verdi.
La parte inferiore del corpo presenta una peluria relativamente folta in corrispondenza del torace, mentre l'addome ne è sprovvisto.

Le zampe sono relativamente lunghe ma non consentono all'insetto una rapida locomozione, ma garantiscono una salda presa.

Le dimensioni di questo insetto si aggirano attorno ai 19-25 mm. Questa specie non è caratterizzata da un notevole dimorfismo sessuale. Infatti è molto difficile distinguere i maschi dalle femmine se non guardando l'ultimo segmento addominale.

### Larva
Le larve sono della classica forma a "C" e di colore biancastro e bluastro nella parte terminale dell'addome. La testa e le zampe sono sclerificate. Sulla testa sono situati gli occhi e le poderose mandibole. Lungo i fianchi la larva presenta dei forellini chitinosi, che costituiscono l'apparato respiratorio dell'insetto. Tutto il corpo della larva è coperto da una peluria poco folta.

## Biologia

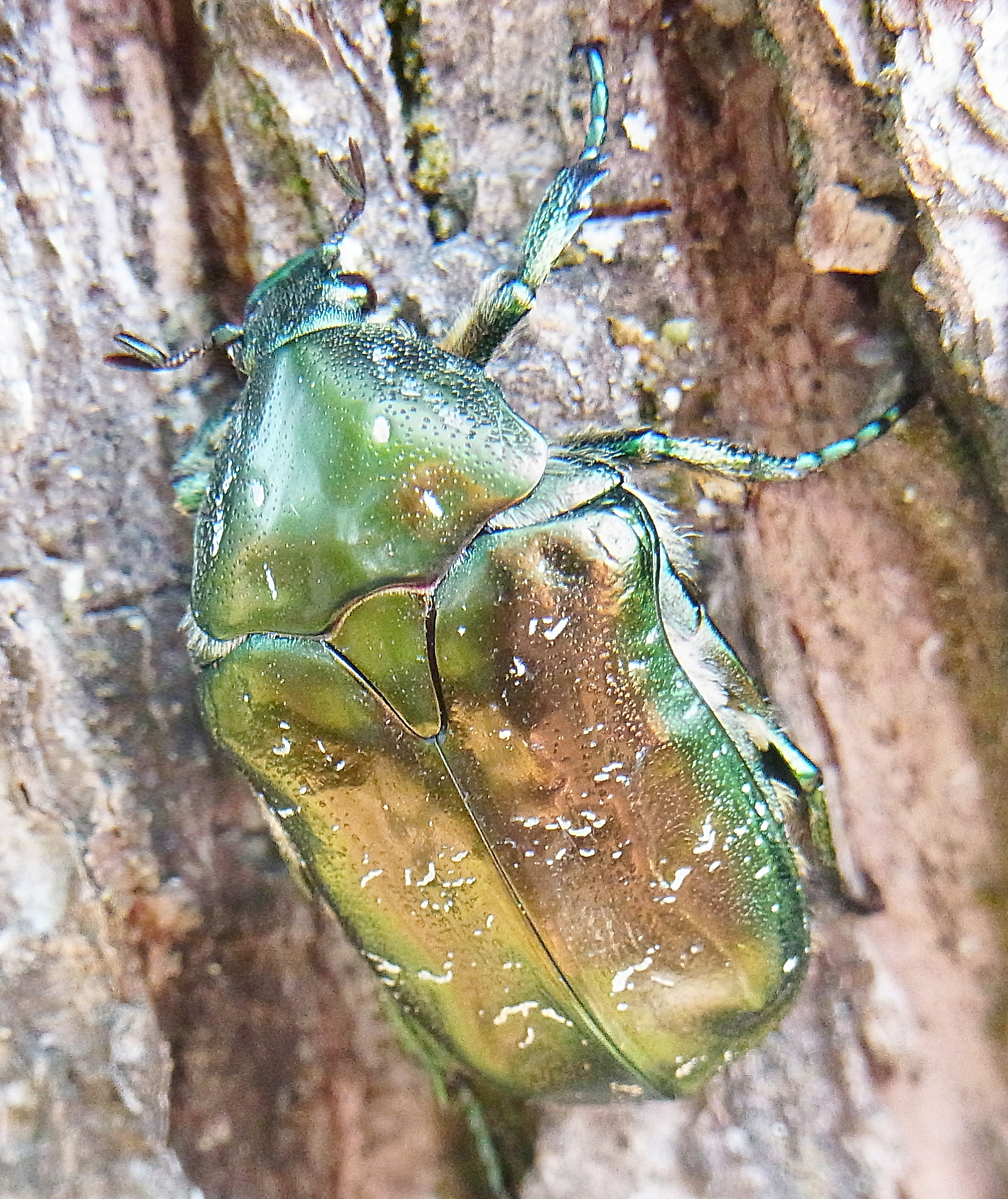

Protaetia marmorata è un coleottero di abitudini prettamente diurne. È visibile a primavera inoltrata a partire da aprile. Le larve si cibano di legno marcio, mentre gli adulti si nutrono dei succhi che fuoriescono dalle crepe nei tronchi di grandi alberi. La sua cromatura vistosa è un segnale di allarme rivolto ai predatori: questi ultimi associano il colore al sapore sgradevole di questo coleottero; questa tecnica difensiva si definisce aposematismo, ed è comune nei cetoniini così come nei crisomelidi. In caso questa strategia non dovesse funzionare l'insetto può fuggire volando, contando sulla grande abilità nel volo di tutti i cetoniinae.
L'insetto compie il suo ciclo vitale all'interno delle cavità degli alberi, prediligendo alberi i cui tronchi abbiano una circonferenza superiore ai 2 m, la cui specie è ininfluente. Nello stesso albero non si trovano più di 15 larve nella stessa fase di sviluppo.

## Distribuzione e habitat
Questo scarabeide vive in Europa, ed è presente anche in nella parte centrosettentrionale dell'Italia. Il suo areale non tocca il Portogallo e la Grecia, mentre la sottospecie protaetia marmorata orientalis è diffusa in tutta l'Asia fino al Mar del Giappone..
Si può reperire di giorno ai margini dei boschi o nelle radure, su grossi alberi ad un'altitudine non superiore a 550 m slm. In alcune parti del suo areale è in via di estinzione, a causa del restringimento del suo habitat.

## Conservazione
P. marmorata è considerata una specie a rischio minimo di estinzione, dalla Lista rossa IUCN. Tuttavia sul territorio italiano è più rarefatta ed è considerata come vulnerabile..